# Comté de Rice (Minnesota)
Pour les articles homonymes, voir Comté de Rice et Rice.
Le comté de Rice, en anglais : Rice County, est situé dans l’État du Minnesota, aux États-Unis. Il comptait 56 665 habitants  en 2000. Son siège est Faribault.